# Leochel-Cushnie
Leochel-Cushnie ist eine Gemeinde in Aberdeenshire. Auf aktuellen Landkarten werden für die Council Area Aberdeenshire zwei Regionen namens Cushnie ausgewiesen. Dies sind Cushnie (Alford) und Cushnie (Banff). Gleichwohl gibt es in Aberdeenshire mindestens noch eine weitere Örtlichkeit namens Cushnie.

## Geographie
Die Gegend von Cushnie (Alford) ist von Hügeln, Tälern und Bergen geprägt. Die höchste Erhebung ist mit 619 m ü. M. der Sochaugh oder Cushnie Hill. Das vorherrschende Gestein ist Granit.
Im Norden grenzt Cushnie an Alford, im Osten an Tough und im Süden an Coull und Tarland-Migvie. Die westliche Grenze wird durch den Sockangh Hill markiert. Das Klima ist etwas kühler als in den tiefer liegenden Gegenden der Council Area. Milton of Cushnie ist von einem Burn und zahlreichen Wassergräben durchzogen. Sie dienen zur Entwässerung des Bodens. Die Entwässerung der Gemeinde Leochel-Cushnie erfolgt in Richtung Norden zum Don durch den Leochel Burn und durch seine Zuflüsse Rumblie Burn, Burn of Cushnie und Droichs Burn.

## Geschichte
Die ehemalige Baronie Cushnie, die bei Alford liegt, wurde zunächst im Jahr 1618 vorübergehend und ab 1795 dauerhaft mit der Gemeinde Leochel vereinigt. Das Gemeindegebiet von Leochel-Cushnie umfasst von Ost nach West, 11,6 km; ihre Breite von Nord nach Süd variiert zwischen 3,4 und 7,6 km. Die Ortschaft Milton of Cushnie liegt etwa 40 km westlich von Aberdeen. In einer Volkszählung aus dem Jahre 1831 wurden für „Leochel and Cashney“ 1077 Einwohner erfasst. Cushnie (Banff) gehört ebenfalls zur Council Area Aberdeenshire und liegt ca. 60 km nordnordwestlich von Aberdeen.
Die südlich von Alford gelegene Baronie Cushnie gehörte im 12. Jahrhundert einer Familie gleichen Namens. Ihr ältester bekannter Inhaber war Adam de Cussenin. Durch Heirat ging die Barony im frühen 14. Jahrhundert an die Leslies über, die wiederum Vorfahren der Grafen von Rothes waren. 1471 wurde Cushnie von den Lumsdens erworben, die sich ab etwa 1580 „de Cuschny“ nannten.
Zur ehemaligen Baronie Cushnie gibt es viele Original-Urkunden, die an der Universität von Aberdeen in 19 Kisten als sogenannter „Cushny Charter Chest“ eingelagert sind. Die Urkunden sind gut katalogisiert und im Wolfson Reading Room der Universität von Aberdeen einsehbar.

## Schreibweise und Namensherkunft
Die Schreibweise der Baronie variierte über die Jahrhunderte stark. Dies lag unter anderem daran, dass der ursprünglich gälische Name durch die englische Sprache überformt wurde. Auch wurde der Name in Urkunden und anderen offiziellen Dokumenten oftmals latinisiert. Typische Beispiele für unterschiedliche Schreibweisen sind Cushny, Cushney, und Cusseny. In älteren Urkunden finden sich auch Namen wie „Quisny“, „Cuschny“, „Quisne“, „Cusschene“ oder „Cussheny“. Der Name Cushnie kommt in Aberdeenshire dreimal vor, außerdem in Clackmannan, Forfar, Kincardine und Stirling.
Von Einheimischen wird Cushnie als ʌ (kurzes „a“) ausgesprochen. Der Umstand, dass der Laut „a“ im gälischen als a geschrieben wird, dürfte der Grund dafür sein, dass die betreffende Region mitunter auch mit „a“ – konkret als Cashney – geschrieben wurde.
Um den Ursprung des Wortes Cushnie zu verstehen, ist es hilfreich, zunächst das Suffix „ny“ zu betrachten: Die Nachsilbe „ny“, „nie“ oder „ney“ – steht in Großbritannien für Orte oder Flurnamen, wo Moore oder Marschland entwässert wurde. Beispiele aus Aberdeenshire sind Cluny, Cairnie, Rhynie oder Udny. Sie werden alle – wie Milton of Cushnie (Alford) und Cushnie (Banff) – auch heute noch von Entwässerungskanälen und Burns durchzogen.
Bezüglich der Vorsilbe des Kofferworts Cushnie gibt es drei Erklärungen. Die erste bezieht sich auf das gälische Wort ch'oisinn, was für „Ecke“ steht. Der zweite denkbare Namensursprung ist das gälische Wort „cuisne“ für „Frost“. Zudem gibt es die Erklärungsvariante englisch Foot o’ Hill ‚Fuß des Hügels‘ Dies entspricht demnach „cois“ (dat. von „cos“), „ein Fuß“ und der Endung „neach“.